# Belemnia rezia
Belemnia rezia är en fjärilsart som beskrevs av Druce 1896. Belemnia rezia ingår i släktet Belemnia och familjen björnspinnare. Inga underarter finns listade i Catalogue of Life.